# Луций Вирий Агрикола
Луций Вирий Агрикола (на латински: Lucius Virius Agricola) e политик и сенатор на Римската империя през 3 век.

## Биография
Той е патриций и син на homo novus Вирий Луп, привърженик на император Септимий Север. Брат е на Луций Вирий Луп Юлиан (консул 232 г.).
През 230 г. Вирий Агрикола е редовен консул заедно с колега Секст Катий Клементин Присцилиан.

## Деца
- Вирий Луп (консул 278 г.)